# Andrew Jacobs junior

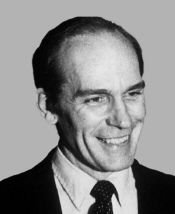
Andrew Jacobs

Andrew Jacobs Jr. (* 24. Februar 1932 in Indianapolis, Indiana; † 28. Dezember 2013 ebenda) war ein US-amerikanischer Politiker. Von 1965 bis 1973 und 1975 bis 1997 vertrat er insgesamt 30 Jahre lang den Bundesstaat Indiana im US-Repräsentantenhaus.

## Werdegang
Andrew Jacobs Jr. war der Sohn des Kongressabgeordneten Andrew Jacobs (1906–1992) und Ehemann der Abgeordneten Martha Keys aus Kansas. Er besuchte bis 1949 die Shortridge High School in Indianapolis und diente von 1950 bis 1952 im United States Marine Corps. Danach studierte er an der Indiana University bis 1958 unter anderem Jura. Nach seiner Zulassung als Rechtsanwalt begann er in diesem Beruf zu praktizieren. Gleichzeitig schlug er als Mitglied der Demokratischen Partei eine politische Laufbahn ein. In den Jahren 1959 und 1960 saß er als Abgeordneter im Repräsentantenhaus von Indiana.
Bei den Kongresswahlen des Jahres 1964 wurde Jacobs im elften Wahlbezirk von Indiana in das US-Repräsentantenhaus in Washington, D.C. gewählt, wo er am 3. Januar 1965 die Nachfolge von Donald C. Bruce antrat. Nach drei Wiederwahlen konnte er bis zum 3. Januar 1973 vier Legislaturperioden im Kongress absolvieren. Diese waren von den Ereignissen der Bürgerrechtsbewegung und des Vietnamkrieges bestimmt. Im Jahr 1972 unterlag er William H. Hudnut.
Bei den Wahlen des Jahres 1974 schaffte Jacobs den Wiedereinzug in den Kongress, wo er am 3. Januar 1975 Hudnut wieder ablösen konnte. Nach zehn Wiederwahlen konnte er bis zum 3. Januar 1997 elf weitere Amtszeiten im US-Repräsentantenhaus verbringen. Seit 1983 vertrat er dort als Nachfolger von Philip R. Sharp den zehnten Distrikt seines Staates. Nach seinem Ausscheiden aus dem Kongress wurde Jacobs als Schriftsteller tätig. Zuletzt lebte er in Indianapolis. Er hatte zwei erwachsene Söhne.